# Hassan Adams
Hassan Adams (nascut el 20 de juny de 1984 a Los Angeles, Califòrnia) és un exjugador de bàsquet estatunidenc que ha jugat a diferents a dos equips de l'NBA.

## Carrera

### High School
Hassan Adams va acudir al Westchester High School a Westchester, Los Angeles. Allà va fer una mitjana de 18 punts, 5 rebots i 3 assistències per liderar al seu equipo a un rècord de 32-2 i aconseguir el California State Division I-A Championship i l'USA Today No. 1 rànquing al seu any sènior. Va ser un McDonald All-American i va estar en el segon equip del Parade All-America. Anomenat "California Mr. Basketball", primer base a rebre aquest honor des de Baron Davis el 1997.

### Universitat
Va arribar el 2006 a l'NBA després de passar por la Universitat d'Arizona un periple de 4 anys, des de 2002 a 2006). Amb Lute Olson d'entrenador, Adams jugava d'aler, però ara ha sigut reciclat a jugar més minuts com escolta. Va portar el número 21 durant la seva carrera col·legial.

#### Estadístiques
| Any     | Rebs. PP | Assist. PP | Pts. PP |
| ------- | -------- | ---------- | ------- |
| 2002-03 | 3,6      | 0,6        | 9,0     |
| 2003-04 | 7,0      | 2,0        | 17,0    |
| 2004-05 | 6,0      | 3,0        | 12,0    |
| 2005-06 | 5,0      | 3,0        | 17,5    |

Ràpidament, Hassan Adams es va tirar l'equipo a l'esquena i es va erigir com el líder, però va tacar la seva imatge en el seu any sènior quan el març de 2006 el van enxampar conduint amb una taxa d'alcoholèmia que superava l'establert a Arizona. A conseqüència d'això, va ser suspès.

## NBA
Al draft de 2006, Adams va ser escollit pels New Jersey Nets a la 2a ronda amb el núm. 54. A les sessions de treball prèvies al draft, Adams va tenir la mala sort de lesionar-se després que l'aler de Texas, P.J. Tucker, li trepitgés el peu.
Hassan Adams va passar amb més pena que gloria la seva primera temporada a la lliga, on va tenir una actuació testimonial. Va tenir la seva millor actuació davant els Boston Celtics el 29 de novembre de 2006 al fer 16 punts en 23 minuts de joc, el seu màxim a la lliga.